# Ru de Buzot
Pour les articles homonymes, voir Buzot.
Le ru de Buzot est une petite rivière française, affluent de rive gauche de la Seine, qui coule dans le département des Yvelines, région Île-de-France.
La dernière partie du parcours, traversant des zones urbanisées de Saint-Germain-en-Laye, a été enterrée.

## Géographie
Le cours du ru de Buzot suit un tracé est-ouest, de neuf kilomètres de long. Il naît dans un thalweg orienté vers l'ouest qui commence dans la commune de Feucherolles près du hameau de Saint-Gemme à une altitude de 170 mètres environ. Le vallon s'enfonce progressivement dans la forêt de Marly puis s'élargit pour déboucher dans la Seine dans la commune du Pecq, à la limite du Port-Marly.

## Communes traversées
- Feucherolles (source), Aigremont (sur quelques dizaines de mètres)[notes 1], Chambourcy[1], Saint-Germain-en-Laye, Le Pecq (confluence).

## Sites remarquables
- Désert de Retz

La partie supérieure du cours est un site classé par arrêté du  14 juin 1978 sur 176 hectares

## Histoire
Le ru de Buzot formait la limite entre d'une part la forêt d'Yveline de la cité des Carnutes et celle de Laye de la cité des Parisii, puis par la suite la limite entre les diocèses de Chartres et de Paris. Par ce vallon passait une route commerciale importante de Lutèce à la mer, gardée par les Carnutes. 
Au VIIe siècle, il s'y trouve le domaine de Feuillancourt qui appartenait à un leude de Dagobert Ier dont héritent ses deux fils : Gamart et Erembert ; Ce dernier, nommé évêque de Toulouse par Clotaire II, sera cannonisé ; il eut un fils, Hartbain, qui a rencontré saint Léger à Palaiseau, puis entre à l'abbaye de Fontenelle.
Une chapelle dédiée à saint Léger, évêque d'Autun mort martyr en 678 dans la forêt d'Yveline, y était établie par le roi Thierry III, elle deviendra une paroisse.
Au XVIe siècle des moulins à foulon, des teintureries, puis au XVIe siècle une manufacture royale de cuir, utilisent l'eau du cours d'eau.

## Iconographie
Le ru de Buzot a été représenté par Maurice Denis vers 1899, huile sur carton 20 par 23,5. En juillet-août 1975, cette œuvre a été exposée à Honfleur au Grenier à sel lors d'une exposition Maurice Denis, présentée sous le no 43 sous le titre Rue de Buzot, elle appartenait alors au peintre Jean Souverbie.